# Vanessa Blue
Vanessa Blue (Long Beach, 27 mei 1974) is een Amerikaanse pornoactrice en regisseur. Sinds 1996 is ze actief in de porno-industrie.

## Persoonlijk leven
Vanessa Blue groeide op in de steden Beaumont en Omaha. Tot haar vijftiende was ze enig kind in het gezin. Blue was getrouwd met de succesvolle pornoacteur Lexington Steele.

## Carrière
Blue begon als erotisch danseres te werken voor een klein bedrijf genaamd "The Fun House Club" in de staat Nebraska. In deze periode ontmoette ze collega-pornoactrice "Kitten". Zij haalde Blue over om te beginnen met acteren in pornofilms. Vervolgens maakte ze haar debuut in de porno-industrie in de film Black Snatch. Hierna volgden nog andere pornofilms tot ze terugverhuisde naar Nebraska, waar ze voor haar familie ging zorgen. Na drie jaar van afwezigheid in de porno-industrie keerde ze in 2000 terug als pornoactrice.

### Domina X
Vanessa Blue is naast pornoactrice ook regisseur onder de naam Domina X. Na haar carrière als pornoactrice begon ze al enkele films te regisseren voor bedrijven als Hustler en Adam & Eve. In 2003 kwamen haar eerste films uit, zoals Black Reign 2, 3 en 4 en Superwhores 3. Haar film Black Reign 3 werd genomineerd voor twee AVN Awards in 2005. Met deze nominatie werd haar naam als regisseur bekend in de porno-industrie.

## Prijzen en nominaties
| Jaar | Prijs         | Resultaat   | Categorie                   | Voor haar optreden in |
| ---- | ------------- | ----------- | --------------------------- | --------------------- |
| 2005 | AVN Award     | Gewonnen    | Best Ethnic-Themed Series   | Black Reign 3         |
| 2008 | Urban X Award | Gewonnen    | Best Videography            | n.v.t.                |
| 2009 | Urban X Award | Gewonnen    | Urban X Hall Of Fame        | n.v.t.                |
| 2010 | XFanz Award   | Genomineerd | Ebony Performer of the Year | n.v.t.                |

- Biblioteca Nacional de España: XX1522222
- Virtual International Authority File: 313404531
- WorldCat: E39PBJxWXTYqGcYKxVbRrRqvpP